# Lobogonodes erectaria
Lobogonodes erectaria là một loài bướm đêm trong họ Geometridae.